# Минеиха
Минеиха — деревня в Тейковском районе Ивановской области. Входит в состав Нерльского городского поселения.

## География
Находится в юго-западной части Ивановской области на расстоянии приблизительно 30 км на юг по прямой от районного центра города Тейково.

## История
Деревня уже была известна в 1808 году. В 1859 году здесь (тогда деревня в составе Суздальского уезда Владимирской губернии) было учтено 36 дворов.

## Население
Постоянное население составляло 233 человека (1859 год), 7 в 2002 году (русские 100 %), 1 в 2010.